# Stenoza
Stenoza (grč. στένωσις suženje), abnormalno suženje stijenke krvne žile ili drugoga cjevastog organa ili strukture. Ponekad se naziva strikturom (npr. uretralna striktura).
Termin koarktacija je također sinoniman, no obično se koristi samo u kontekstu koarktacije aorte.

## Dijagnoza
Stenoze vaskularnog tipa često su povezane s neobičnim krvnim zvukovima, koji nastaju zbog turbuletnog protoka, nad suženom krvnom žilom. Šum se može čuti stetoskopom, no dijagnoza se općenito postavlja ili potvrđuje nekim oblikom medicinske vizualizacije (imaginga).

## Uzroci
- ateroskleroza uzrokuje stenotične lezije u arterijama
- infekcija
- ishemija
- jatrogeni, npr. sekundarna stenoza zbog terapije zračenjem
- novotvorina
- porođajni defekti
- pušenje
- upala

## Tipovi
Rezultirajući sindrom ovisi o zahvaćenoj strukturi.
Primjeri vaskularnih stenotičnih lezija jesu:
- Intermitentna klaudikacija (periferna arterijska stenoza)
- Angina (koronarna arterijska stenoza)
- Karotidna arterijska stenoza koja predisponira (moždanim udarima i prolaznim ishemijskim epizodama)
- Renalna arterijska stenoza

Stenoze/strikture ostalih tjelesnih struktura/organa uključuju:
- Crijevna opstrukcija
- Fimoza
- Hidrocefalus
- Opstruktivna žutica (stenoza bilijarnog trakta)
- Pilorička stenoza (opstrukcija otjecanja želučanog soka)
- Spinalna stenoza
- Stenozirajući tenosinovitis
- Subglotička stenoza (SGS)

## Više informacija
- Restenoza
- Atrezija
- Stenoza zvukovoda

## Vanjske poveznice
- Audio i video zapis trahealne stenoze (na engleskom)
- Obrada spinalne stenoze  Arhivirana inačica izvorne stranice od 4. rujna 2009. (Wayback Machine)